# مقبرة 16
المقبرة رقم 16 والمعروفة علمياً بالرمز KV16 تقع في وادي الملوك في مصر، وفيها مدفون الفرعون رمسيس الأول من الأسرة التاسعة عشرة. اكتشف جيوفاني بيلزوني مكانها في أكتوبر 1817.
يبلغ طول قبر رمسيس الأول تسعة وعشرين متراً. ويتكون من درجين منحدرين يربطان ممر مائل يؤدي لحجرة الدفن. مثل مقبرة حور أم حب، فإن مقبرة 16 مُزينة بنصوص من كتاب البوابات. التابوت الذي لا يزال في مكانه في الحجرة الأخيرة مصنوع من الكوارتزيت الأحمر.

## معرض صور

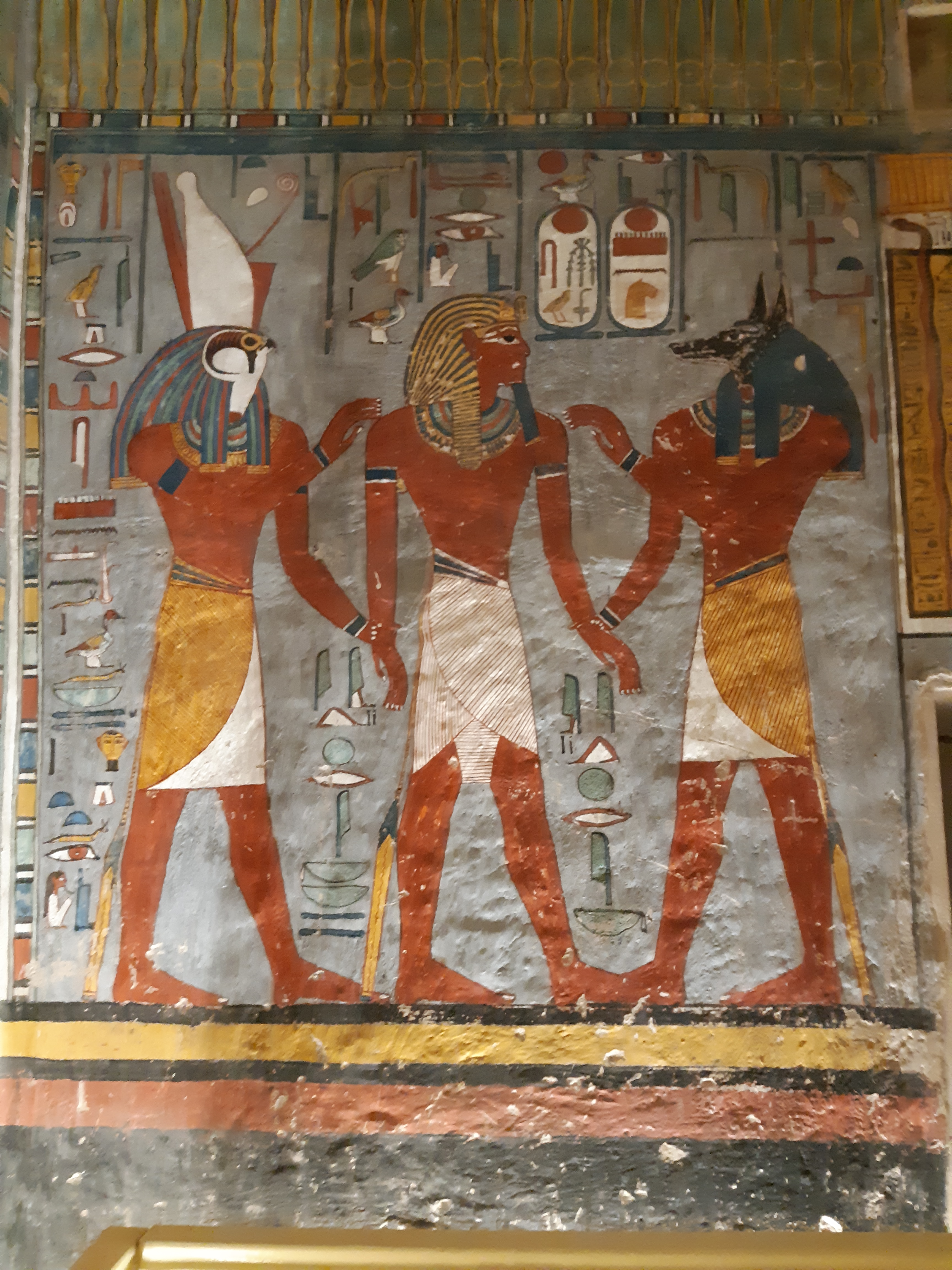
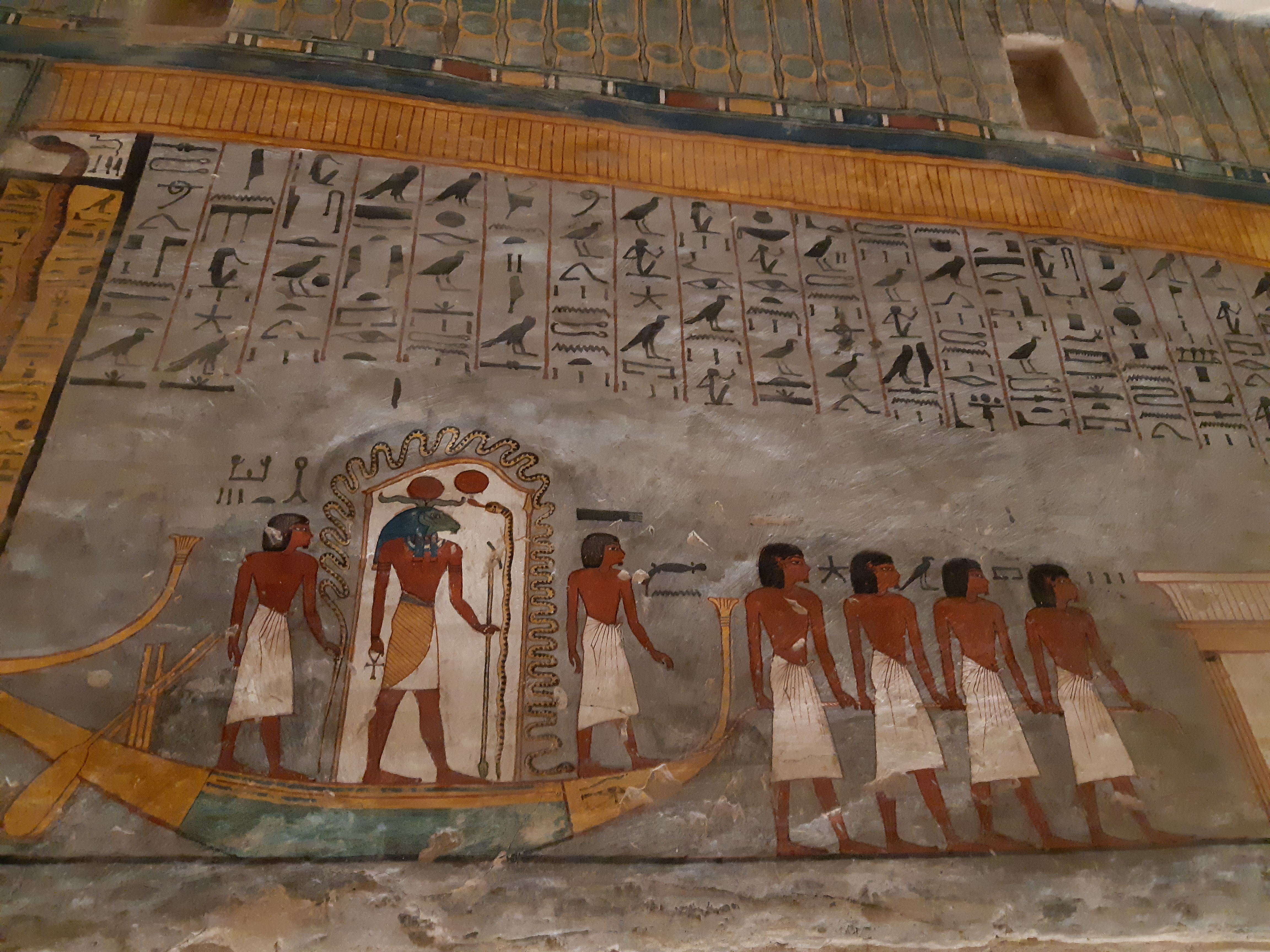
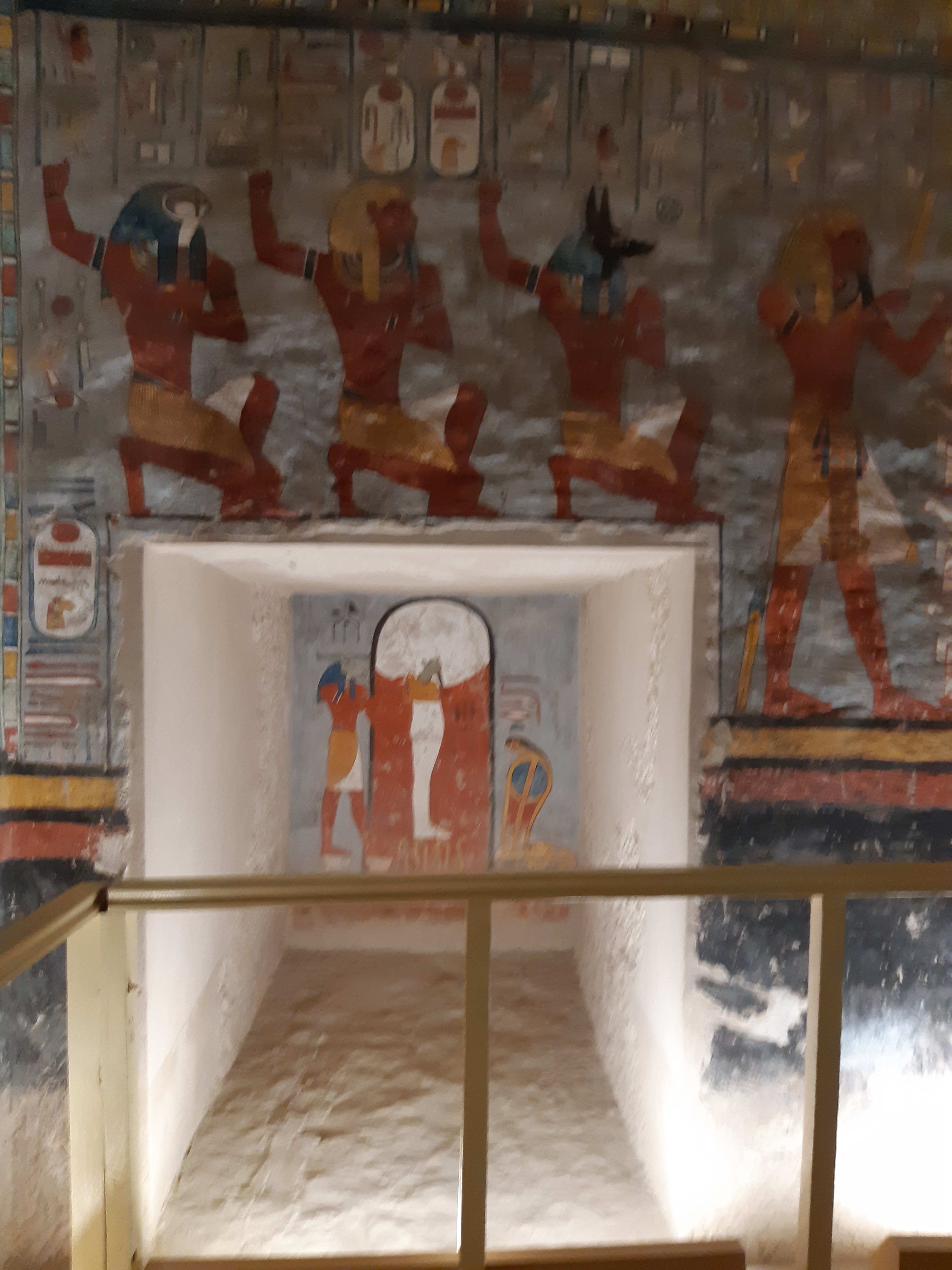
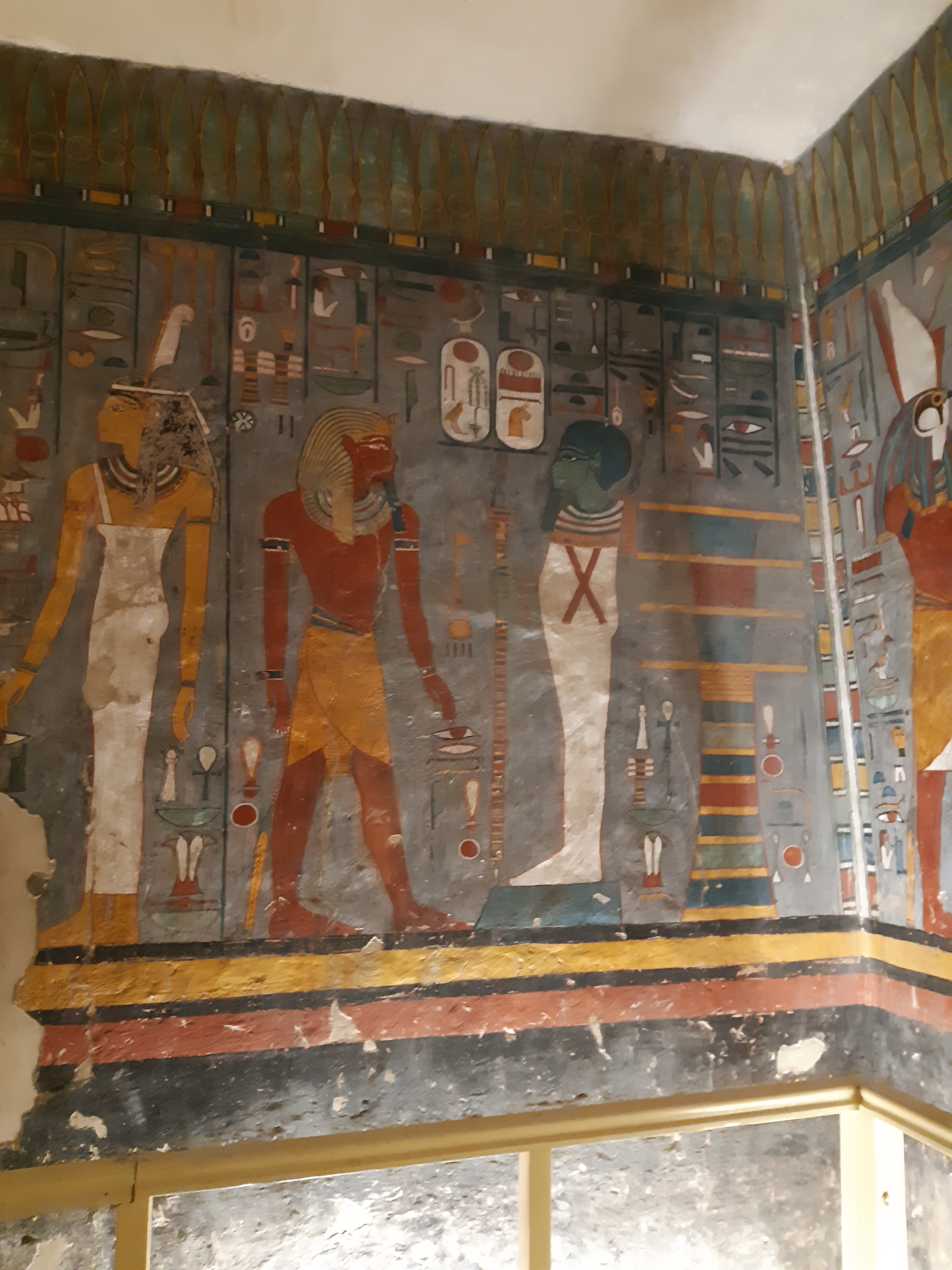
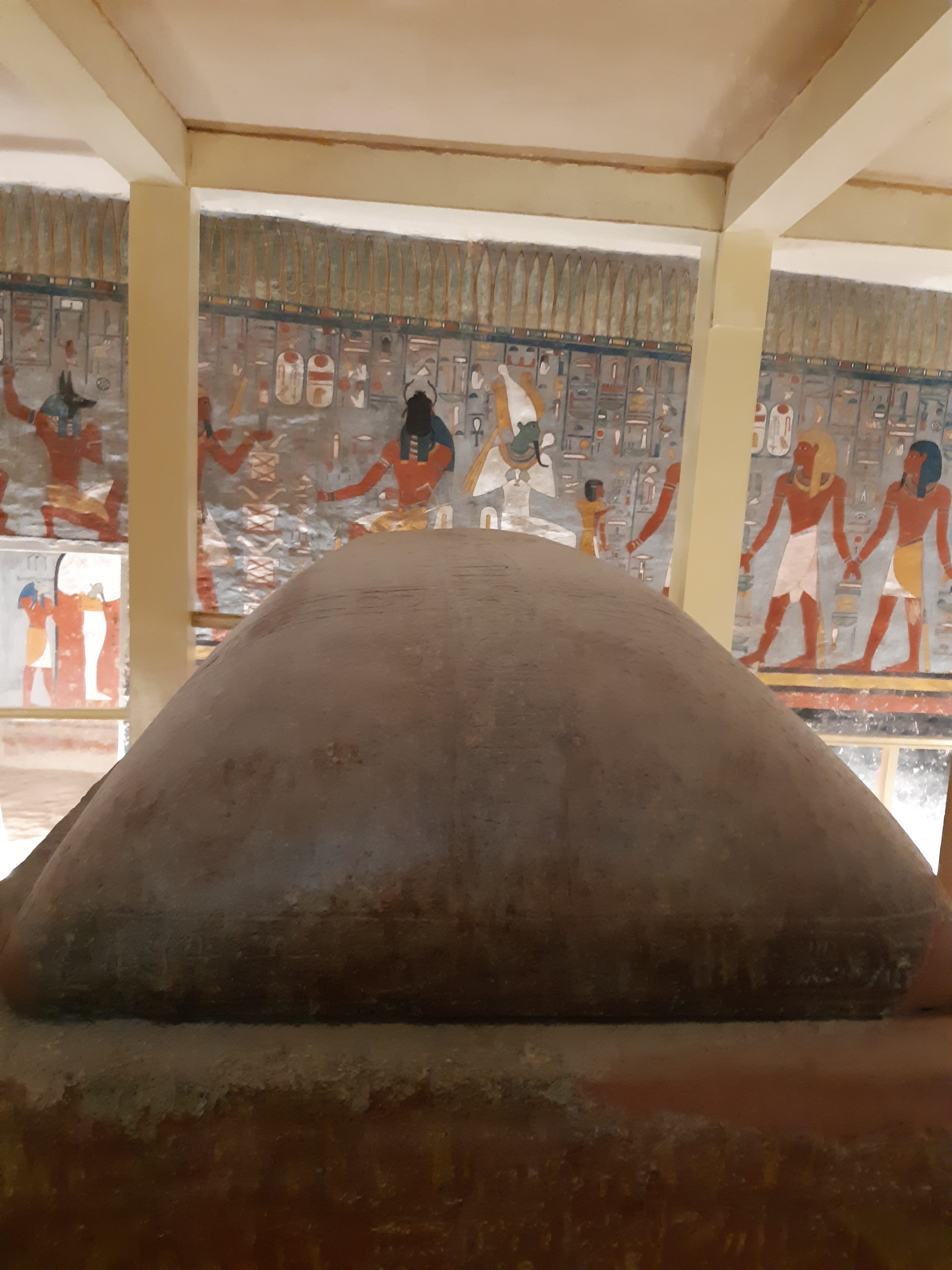
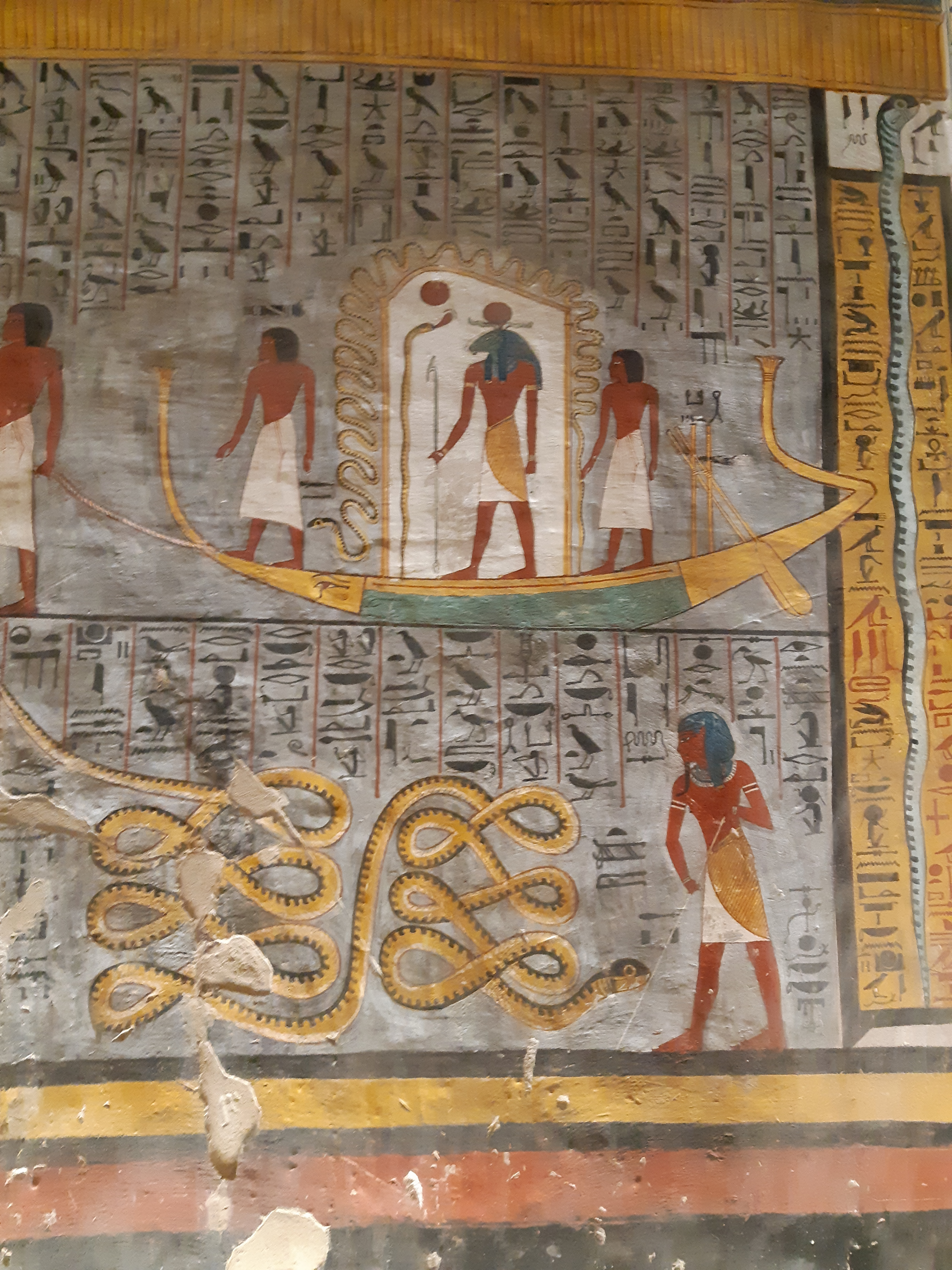
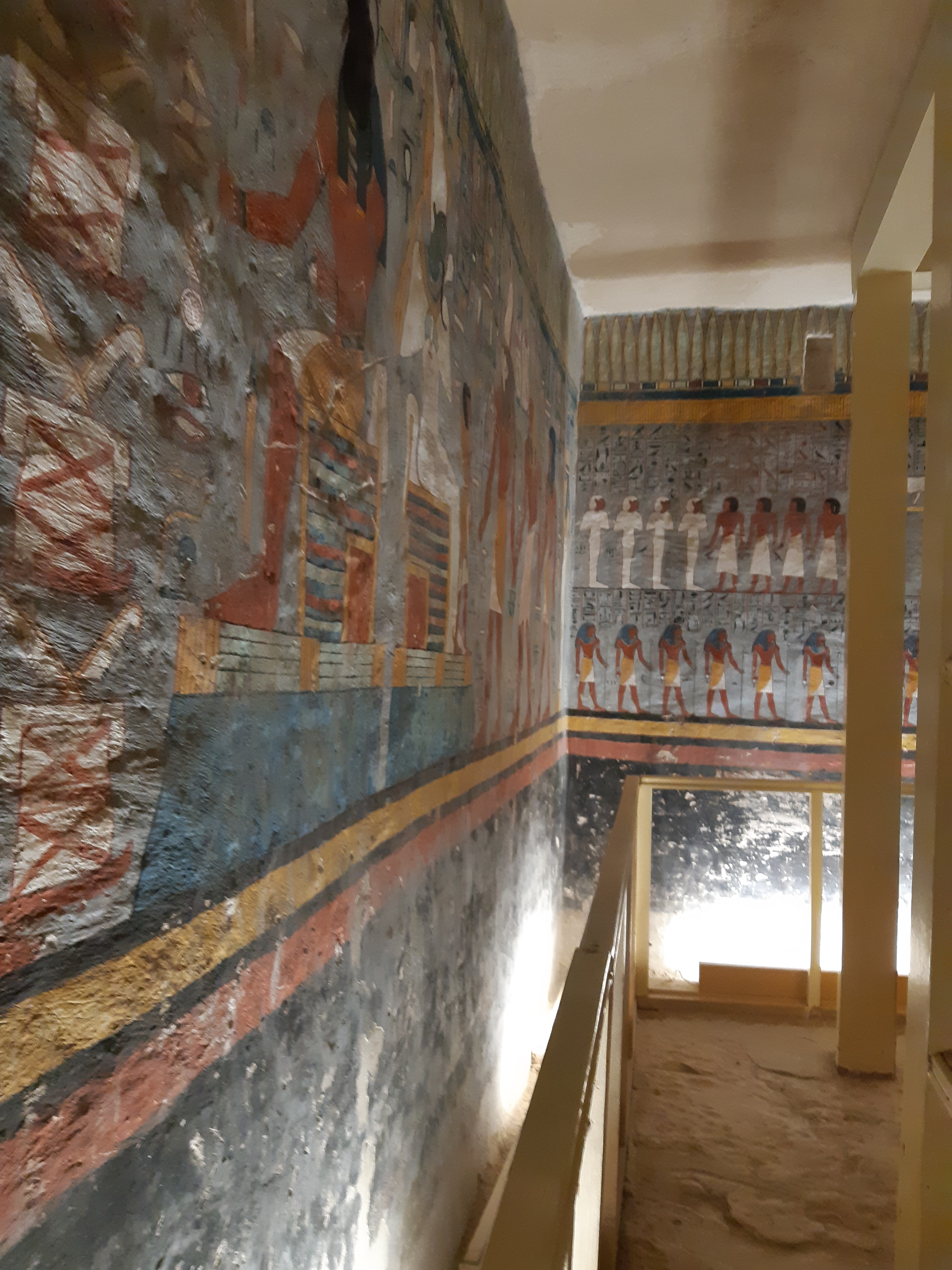
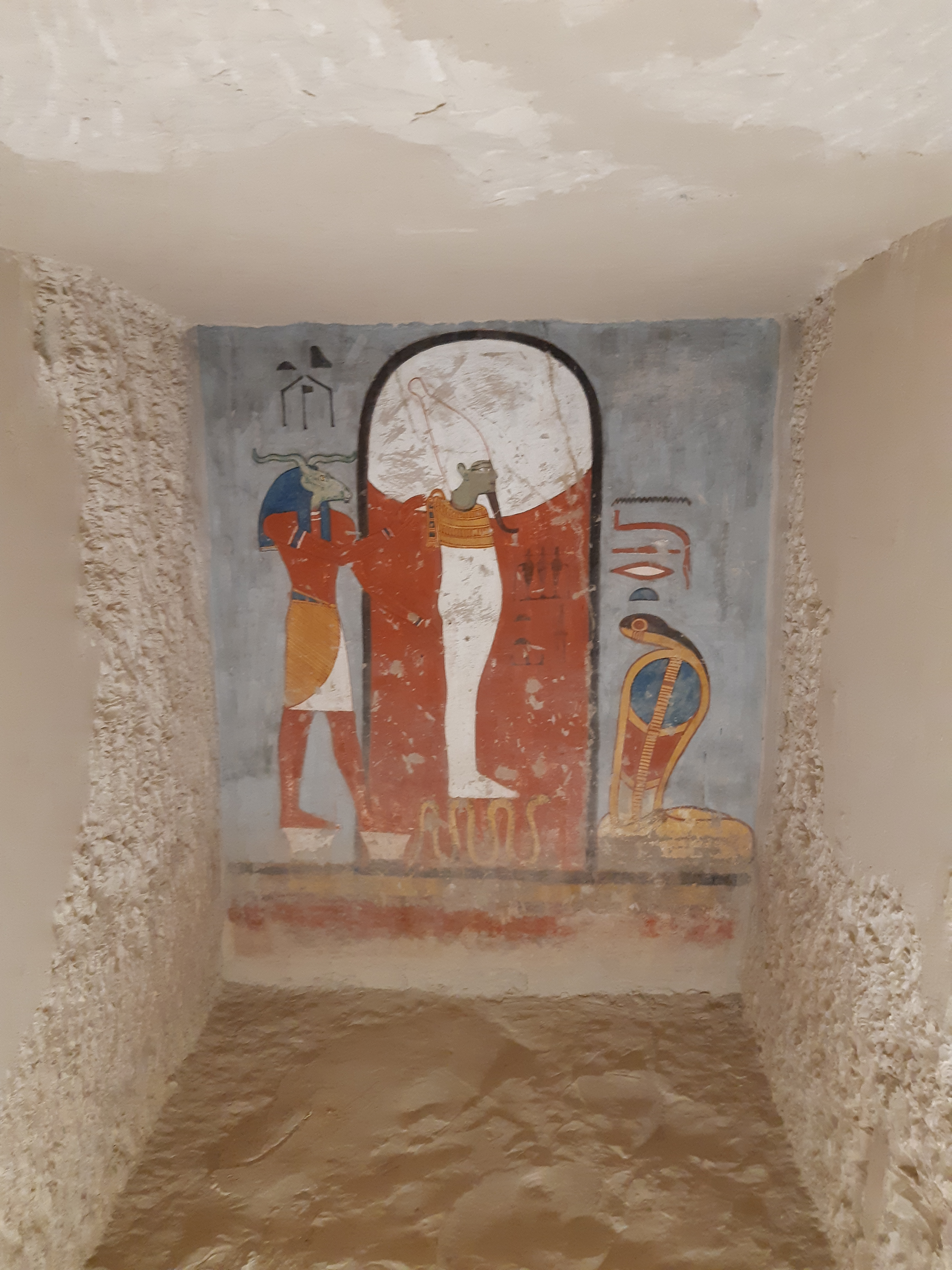

## روابط خارجية
- مشروع رسم خرائط طيبة: KV16[وصلة مكسورة] - يتضمن وصفًا وصورًا ومخططات للمقبرة.